# Ice Age
Ice Age (bra: A Era do Gelo; prt: A Idade do Gelo) é um filme de animação digital americano de 2002 dos gêneros comédia e aventura dirigido por Chris Wedge e co-dirigido pelo animador brasileiro Carlos Saldanha, baseado em uma história de Michael J. Wilson. É o primeiro longa animado da Blue Sky Studios, sendo lançado pela 20th Century Fox nos Estados Unidos em 15 de março de 2002; o elenco de dublagem dos personagens centrais do filme conta com as participações de Ray Romano, John Leguizamo e Denis Leary, sendo co-estrelado por Jack Black, Goran Višnjić e Chris Wedge. Ambientado na época do Pleistoceno, em plena era do gelo, a animação gira em torno de três personagens principais - Manny, um mamute-lanoso; Sid, uma preguiça-gigante; e Diego, um tigre dente-de-sabre - que se deparam com um bebê humano e trabalham em conjunto para devolvê-lo à sua tribo. Além disso, o filme ocasionalmente segue Scrat, um "esquilo dente de sabre" mudo, mas que se expressa por murmurros, que está sempre à procura de um lugar no solo para poder enterrar sua bolota.
Ice Age foi originalmente concebido para ser um filme de animação tradicional a ser desenvolvido pela Fox Animation Studios, mas acabou sendo realizado em 3D pela Blue Sky Studios sendo o primeiro longa de animação do estúdio, que na época havia sido recém-adquirido pela Fox Film. O enredo do filme mudou de um drama de ação e aventura para uma história mais baseada em comédia, com os escritores Michael Berg e Peter Ackerman trazidos para dar ao filme um tom mais cômico.
Após o seu lançamento, Ice Age foi recebido com críticas bastante positivas, sendo indicado ao Oscar de melhor longa de animação durante a septuagésima quinta cerimônia, perdendo a estatueta para A Viagem de Chihiro; também foi um sucesso de bilheteria, arrecadando mais de trezentos e oitenta e três milhões de dólares, iniciando a franquia Ice Age. Seguiram-se quatro sequências: Ice Age: The Meltdown de 2006, Ice Age: Dawn of the Dinosaurs de 2009, Ice Age: Continental Drift de 2012 e Ice Age: Collision Course de 2016.

## Enredo
Durante o período Pleistoceno, um esquilo dente-de-sabre chamado Scrat tenta encontrar um lugar seguro para guardar sua única e preciosa bolota; eventualmente, quando Scrat tenta enterrá-la no chão ele causa uma grande rachadura no solo que se estende por quilômetros antes de desencadear numa grande avalanche que quase o esmaga; ele consegue escapar, mas é pisado por uma manada de animais pré-históricos migrando para o sul a fim de escapar da próxima era do gelo.
Sid, uma preguiça-terrestre desajeitada, é deixado para trás por sua família e decide migrar para o sul sozinho, mas é atacado por dois rinocerontes pré-históricos que se enfurecem após Sid acidentalmente sujar sua refeição; Sid é logo salvo por Manny, um mamute-lanoso ranzinza que segue pela direção contrária da migração dos animais, que luta contra os rinocerontes e continua seu caminho. Não querendo ficar sozinho e desprotegido, Sid segue Manny. Enquanto isso, Soto, o líder de um bando de tigres dente-de-sabre, quer se vingar de um grupo de humanos por matar metade de sua matilha, querendo devorar vivo o bebê recém-nascido do chefe da tribo. Soto lidera um ataque de tigres no acampamento humano, durante o qual a mãe do bebê é separada de todos os outros humanos e pula em uma cachoeira junto com o bebê ao ser encurralada pelo braço direito de Soto, Diego, escapando dele. Como punição por seu fracasso, Diego é ordenado por Soto a encontrar e recuperar o bebê.
Mais tarde, Sid e Manny avistam o bebê e sua mãe perto do lago, tendo ambos sobrevivido ao salto da cachoeira; todavia, a mãe só tem força suficiente para entregar e confiar seu bebê a Manny antes que ela desapareça na água. Depois de muita insistência de Sid, eles decidem devolver o bebê, mas quando chegam ao assentamento humano eles o encontram deserto; eles se encontram com Diego, que convence a dupla a deixá-lo ajudar a alcançar os humanos. Os quatro viajam, com Diego secretamente levando-os a uma emboscada onde sua matilha estará esperando para atacá-los.
Depois de encontrarem várias desventuras em seu caminho, eles chegam a uma caverna com várias pinturas rupestres feitas por seres humanos; lá Sid e Diego aprendem sobre o passado de Manny e suas interações anteriores com os caçadores humanos, nos quais, durante uma caça, sua esposa e filho foram mortos, deixando Manny solitário. Mais tarde, Manny, Sid, Diego e o bebê quase alcançam os humanos, mas são surpreendidos por um rio de lava; Manny e Sid, junto com o bebê, atravessam com segurança, mas Diego não obtém sucesso na travessia e está prestes a cair na lava; Manny o salva do perigo, escapando por pouco da morte. O grupo faz uma pausa para descansar durante a noite e o bebê dá seus primeiros passos em direção a Diego, que começa a mudar de ideia sobre sua missão, passando a pensar de forma mais benevolente.
No dia seguinte o grupo se aproxima da emboscada formada por Soto e seus capangas, causando arrependimento em Diego, que agora repensa sobre suas atitudes e mantém respeito por Manny ter salvo sua vida do rio de lava; Diego confessa a Manny e Sid sobre a armadilha. Quando a dupla se torna hostil para com ele, Diego implora sua confiança e tenta os salvar do ataque dos tigres; o bando luta contra o grupo de Soto, mas apesar de seus esforços, os capangas de Soto conseguem encurralar Manny; quando Soto se prepara para atacar Manny, Diego se sacrifica pulando na frente dele e é ferido seriamente como resultado. Manny, em seguida, golpeia Soto durante uma distração dele, jogando-o contra uma enorme rocha; o choque faz com que vários pingentes de gelo afiados caiam sobre Soto, matando-o na hora; assustado, o restante dos tigres foge. Manny e Sid lamentam a lesão de Diego, que acreditam ser fatal, e continuam sua jornada sem ele. Os dois conseguem finalmente devolver o bebê para sua tribo, e para a surpresa e alegria de todos, Diego surge sadio, embora ainda mancando, a tempo de ver o bebê ir embora com seu pai. O trio então segue sua migração para o sul, buscando climas mais quentes.
Vinte mil anos depois, Scrat, congelado em um bloco de gelo, acaba nas margens de uma ilha tropical. À medida que o gelo derrete lentamente, a bolota que também havia sido congelada no mesmo bloco de gelo de Scrat é levada pela maré da praia. Scrat, em seguida, encontra um coco e tenta enterrá-lo no chão, mas seu esforço desencadeia numa erupção vulcânica.

## Elenco
Os personagens são todos animais pré-históricos. Os animais podem conversar e entender um ao outro e são dublados por uma variedade de atores famosos. Como muitos filmes ambientados na pré-história, as regras dos períodos de tempo em Ice Age se aplicam de maneira muito imprecisa, já que muitas das espécies mostradas no filme nunca realmente viveram nos mesmos períodos de tempo ou nas mesmas regiões geográficas.
- Ray Romano como Manfred "Manny", um mamute-lanoso ranzinza que perdeu sua esposa e filho quando foram vítimas de uma caça humana. Desde então, ele vive isolado de todos os outros animais até conhecer Sid. No Brasil com a voz de Diogo Vilela.[5]
- John Leguizamo como Sid, uma preguiça-gigante macho que é amigável e que adora conversar com Manny, mas bastante ingênua, muito propensa a causar acidentes de maneira inadvertida. Antes de conhecer Manny, Sid vivia com sua família de preguiças em uma árvore, mas foi abandonado durante a época da migração por ser chato demais. No Brasil, Tadeu Mello.[5]
- Denis Leary como Diego, um tigre dente-de-sabre com personalidade bastante sarcástica e maligna no início do filme. Contudo, ao conhecer melhor a história de Manny e depois de ter sido salvo por este de cair em um rio de lava, Diego muda sua conduta e adquire benevolência para com Manny, Sid e o bebê. No Brasil, Márcio Garcia.[5]
- Goran Višnjić como Soto, o tigre líder de uma matilha a qual Diego veio. Soto planeja devorar o bebê filho do humano chefe da tribo que matou metade do bando dele como forma de vingança e para isso conta com a ajuda de seu braço direito Diego e de seus outros comparsas. No Brasil, Mauro Ramos.[6]
- Jack Black como Zeke, um tigre pertencente ao bando de Soto, bastante ingênuo e ansioso, mas também muito maléfico. No Brasil, Márcio Simões.[6]
- Diedrich Bader como Oscar, um tigre também pertencente à matilha de Soto e bem mais experiente que Diego nas caças do grupo. Ele duvida no início do filme da capacidade de Diego em recuperar o bebê. No Brasil, Pietro Mário.[6]
- Alan Tudyk como Lenny, um tigre gordo que também é do bando de Soto. No Brasil, Hélio Ribeiro.[6]
- Cedric the Entertainer como Carl, um embolotherium que ganha de seu amigo Frank uma salada com dente-de-leão para comer, mas esta é suja por Sid quando este pisa nas fezes de outro animal. Na dublagem brasileira é chamado de Caio. No Brasil, Paulo Flores.[6]
- Stephen Root como Frank, um brontops amigo de Carl e que o presenteia com uma salada que é destruída posteriormente por Sid. No Brasil, Maurício Berger.[6]
- Jane Krakowski e Lorri Bagley como uma dupla de preguiças-gigante fêmeas que aparecem sendo flertadas por Sid que utiliza o bebê para atraí-las. No Brasil, Lina Rossana.[6]
- Chris Wedge como Scrat, o esquilo dente-de-sabre que aparece corriqueiramente no filme procurando um local seguro para enterrar sua bolota.
- Tara Strong como o bebê humano que Manny, Sid e Diego levam de volta para seu pai e que é alvo de Soto. Apesar de não ser uma informação explícita no filme, o nome da criança é Roshan.[4]

## Produção

### Desenvolvimento

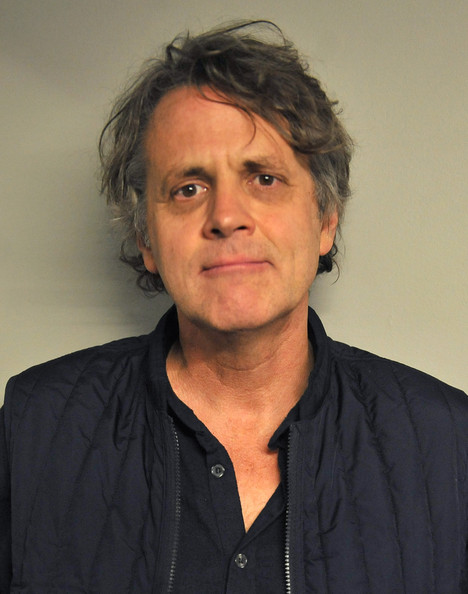
Chris Wedge, o diretor do filme.

Ice Age foi originalmente concebido para ser distribuído pela 20th Century Fox em 1997 pelo produtor Lori Forte. O filme, que originalmente foi planejado para ser um longa-metragem de animação em 2D com um tom mais dramático, foi destinado a ser desenvolvido por Don Bluth e Gary Oldman através da Fox Animation Studios. Mais ou menos na mesma época a Blue Sky Studios, um pequeno estúdio de efeitos especiais sediado em White Plains, Nova Iorque, foi comprado pela Fox e transformado em um estúdio completo para a realização de animações em CGI. Em vista disso, o chefe da Fox Animation, Chris Meledandri e o produtor executivo Steve Bannerman se aproximaram de Lori Forte com a proposta de desenvolver o filme como uma produção de animação em 3D, a qual Forte concordou. Michael J. Wilson, que escreveu e desenvolveu as narrativas originais da história do filme em conjunto com Lori Forte, escreveu o primeiro rascunho do roteiro, e Chris Wedge, co-fundador da Blue Sky, foi trazido para dirigir o projeto no final de 1998. O filme teve seu roteiro alterado de forma que fosse mais voltado para uma comédia (embora ainda mantendo alguns elementos dramáticos); a Fox também trouxe o escritor Michael Berg para ajudar a enfatizar um tom mais engraçado no enredo.
O desenvolvimento da história começou na primavera de 1999, e a produção oficial do filme começou em junho de 2000, uma semana após divulgação da Fox Animation Studios. Cento e cinquenta funcionários foram empregados para trabalhar no filme, e um orçamento de US$ 59 milhões foi liberado pela Fox. Peter Ackerman foi contratado como um terceiro escritor para o filme e colaborou extensivamente com Berg por três anos antes de os dois se retirarem do projeto. Jon Vitti e Mike Reiss, ambos ex-roteiristas de The Simpsons, foram contratados mais tarde para aperfeiçoarem o roteiro depois que Berg e Ackerman saíram.
Para pesquisa dos animais, a equipe de desenvolvimento do filme fez várias viagens a museus de história natural no início da produção, a fim de garantir fidelidade da ambientação de Ice Age, que seria ambientada na era glacial pré-histórica. Por fim, a equipe traduziu as informações que eles haviam compilado em suas pesquisas nos museus, estilizando-as para se adequarem à história do filme. Uma equipe de trinta e dois animadores realizou pesquisas para descobrir os movimentos de diferentes animais; por exemplo, para o movimento de Scrat, os animadores visitaram um parque e observaram os esquilos do local, tomando nota de sua maneira "inquieta" de se mover.

### Roteiro e desenvolvimento dos personagens
Michael J. Wilson afirmou em seu blog que sua filha Flora surgiu com a ideia de um animal que era uma mistura de esquilo e rato, chamando-o de Scrat, e que o animal seria obcecado em perseguir sua bolota. O plano de Scrat ter diálogos foi rapidamente descartado, pois ele trabalhou melhor como um personagem mudo para efeito cômico. O nome "Scrat" é uma combinação das palavras squirrel (esquilo) e rat (rato), já que Scrat possui características de ambas as espécies; Wedge também o chamou de "esquilo dentes-de-sabre". Originalmente estava previsto que Scrat iria aparecer apenas na primeira cena de Ice Age, servindo de "abertura" para o filme, mas ele provou ser um personagem tão popular durante as audiências de teste que ele acabou ganhando mais cenas.
Em uma entrevista de 2012 com Jay Leno, Denis Leary revelou que seu personagem, Diego, realmente iria morrer no final do filme depois do forte golpe dado por Soto. No entanto, foi relatado que as crianças nas audiências de teste choraram quando sua morte foi mostrada. O próprio Leary avisou os produtores que algo assim realmente aconteceria nos cinemas quando o filme fosse lançado; os produtores acataram a sugestão e a cena foi reescrita de modo que Diego sobrevivesse.
Originalmente Sid deveria ser um bicho-preguiça trapaceiro e havia até mesmo a cena finalizada do personagem já com esta característica. Ele foi posteriormente mudado para uma preguiça-gigante desajeitada porque a equipe sentiu que o público iria odiá-lo. Houve também uma cena alterada de Sid no banho de vapor com as preguiças fêmeas onde ele diz uma frase de conotação sexual e então uma das fêmeas o chuta na virilha; isso foi cortado porque, além de não ser adequado para crianças, poderia ter dado ao filme uma classificação PG-13 da MPAA; outras insinuações de Sid também foram cortadas do filme. Também foi planejado que Sid teria uma preguiça fêmea chamada Sylvia (dublada por Kristen Johnston) perseguindo-o, a quem ele desprezaria ao longo do filme. Todas as cenas removidas podem ser vistas nos bônus do DVD.

### Animação
Os personagens e ambientes de Ice Age foram modelados e animados usando o software de animação Autodesk Maya. A renderização foi concluída usando o CGI Studio, um programa interno de ray tracing que estava sendo desenvolvido desde a formação da Blue Sky em 1987 e que também foi usado anteriormente para o curta-metragem de 1999 de Chris Wedge, Bunny.

### Escolha do elenco
Para o mamute Manny o estúdio estava inicialmente visando dubladores com vozes graves. James Earl Jones e Ving Rhames foram cotados para o papel, mas posteriormente foram descartados. No final, o papel foi dado a Ray Romano porque os produtores achavam que sua voz soava muito parecida com um elefante. Wedge descreveu a voz de Romano como profunda e lenta e com uma "sagacidade sarcástica por trás dela".
John Leguizamo, que forneceu a voz para Sid, realizou mais de quarenta testes para adaptar sua voz ao estilo preguiçoso e folgado do personagem. Leguizamo surgiu com a voz final para o personagem depois de assistir cenas de preguiças e saber que elas armazenam comida nos bolsos de suas bocas. Leguizamo comentou em entrevista à BBC que ele queria contribuir para um projeto de animação por um tempo, alegando que o dublador dos desenhos animados Mel Blanc era um dos seus "comediantes favoritos" e uma grande fonte de inspiração para ele quando criança.

### Música
A trilha sonora oficial de Ice Age foi lançada no formato CD em 14 de maio de 2002 pela Varèse Sarabande. O álbum consiste na trilha sonora original composta para o filme por David Newman e tocada pela Hollywood Studio Symphony. A música "Send Me on My Way" da banda Rusted Root e a trilha dos créditos finais não foram inclusas.

#### Faixas
- Opening Travel Music (1:17)
- Angered Rhinos (2:14)
- Humans/Diego (1:43)
- Tigers Going for Baby (3:12)
- Dodos (0:42)
- Fighting Over the Melons (2:01)
- Walking Through (1:25)
- Baby's Wild Ride (1:56)
- Checking Out the Cave (3:43)
- Running from the Lava (2:27)
- Baby Walks (1:34)
- Tigers Try to Get Baby (5:41)
- Giving Back the Baby (6:26)

## Recepção

### Bilheteria
Ice Age foi lançado em 15 de março de 2002 nos Estados Unidos e em seu fim de semana de abertura arrecadou mais de US$ 46,3 milhões, um número grande, geralmente não visto até a temporada de verão, e bem à frente da projeção mais otimista da Fox que era de cerca de US$ 30 milhões. Ice Age quebrou o recorde de abertura em março (mais tarde superada em 2006 por sua sequência, Ice Age: The Meltdown) e na época foi a terceira melhor abertura de um longa-metragem de animação depois de Monsters, Inc. (US$ 62,6 milhões) e Toy Story 2 (US$ 57,4 milhões). Ice Age terminou sua bilheteria doméstica com US$ 176 387 405 e arrecadou US$ 383 257 136 em todo o mundo, sendo a 9ª maior receita bruta de 2002 na América do Norte e a 8ª melhor do mundo daquele ano.

### Crítica
Ice Age foi recebido com críticas geralmente positivas dos críticos, sendo até hoje o filme melhor revisado de sua franquia posterior; no Rotten Tomatoes o filme tem uma classificação de 77% de aprovação, com base em 164 avaliações. O consenso do site diz: "Ice Age, além de trilhar os mesmos fundamentos de Monsters, Inc. e Shrek, tem inteligência e garante risadas suficientes para se manter por conta própria". O Metacritic dá uma pontuação de 60/100 com base em 31 comentários, o que significa "revisões mistas ou médias". O crítico Roger Ebert do Chicago Sun-Times deu ao filme 3 estrelas de 4 e escreveu "Eu vim a zombar e fiquei sorrindo". O New York Times classificou o filme como uma "extravagância animada de computador", comparando o enredo do filme com 3 Godfathers de 1948.
Segundo pesquisas do CinemaScore conduzidas durante o fim de semana de abertura do filme, o público do cinema deu a Ice Age uma nota média de "A" em uma escala que variou de A+ a F.

### Prêmios e indicações
Ice Age foi indicado ao Óscar na categoria de melhor longa animado de animação, mas perdeu para A Viagem de Chihiro O filme também foi nomeado pelo American Film Institute para integrar a lista das dez melhores animações de sempre.
- Vencedor - BMI Film Music Award para "David Newman".
- Vencedor - Bogey Award in Platin, Silver Bibbon por "Melhor Dublagem".
- Vencedor - KCFCC Award por "Melhor Animação".
- Indicação - Oscar de Melhor Animação.

## Lançamento em outras mídias

### Home video
A liberação em vídeo doméstico inicial para Ice Age foi acompanhado por uma campanha de marketing de US$ 85 milhões envolvendo parcerias promocionais com 14 empresas diferentes, incluindo Microsoft, Pizza Hut, Carl's Jr., Dole, Langer's, Valpak, Cold Stone Creamery, além da National Hockey League. O filme foi lançado em DVD no formato 2-disc, VHS e D-Theater em 26 de novembro de 2002. Ambos os lançamentos incluíram como bônus o curta animado Gone Nutty estrelado por Scrat que mostra suas novas aventuras enquanto ele tenta novamente enterrar sua bolota. O filme foi lançado em Blu-ray em 4 de março de 2008 também com Gone Nutty, além de incluir nove minutos de cenas deletadas como bônus.

### Televisão
O filme foi exibido pela primeira vez na televisão aberta brasileira em 9 de outubro de 2005 na sessão de filmes Tela Máxima da Rede Record.

## Video game
Um tie-in de jogo eletrônico foi desenvolvido pela Artificial Mind and Movement e publicado pela Ubisoft para Game Boy Advance. Nele, o jogador pode controlar Sid e Manny em dez níveis diferentes enquanto eles carregam Roshan. O jogo tem uma classificação agregada de 46,00% no Game Rankings e 47/100 no Metacritic.

## Sequências
Ice Age mais tarde recebeu quatro sequências:
- A primeira delas, Ice Age: The Meltdown, foi lançada em 31 de março de 2006. O filme foca no derretimento de uma represa (do jeito que Sid havia sugerido no final do primeiro filme, um aquecimento global) e a inundação iminente do lugar onde vivem.
- A segunda, Ice Age: Dawn of the Dinosaurs foi lançado mundialmente em 1 de julho de 2009. O filme enfoca o grupo encontrando dinossauros vivendo abaixo do solo.
- A terceira, Ice Age: Continental Drift foi lançada em 13 de julho de 2012. O filme foca, como o título sugere, a deriva continental na Terra.
- A quarta, Ice Age: Collision Course foi lançada em 22 de julho de 2016.[34] O filme foca em um meteoro muito mortal em rota de colisão com a Terra.